# Danny Finn
Daniel Lawrence "Danny" Finn Jr. (Brooklyn, Nueva York, 29 de mayo de 1928-Coconut Creek, Florida, 18 de febrero de 2007) fue un jugador de baloncesto estadounidense que disputó tres temporadas en la NBA, además de jugar en la EBL. Con 1,85 metros de estatura, jugaba en la posición de base.

## Trayectoria deportiva

### Universidad
Jugó durante su etapa universitaria con los Red Storm de la Universidad St. John's.

### Profesional
Comenzó su trayectoria profesional en 1950 fichando por los Scranton Miners de la EBL, con los que jugó dos temporadas, siendo en la segunda el máximo anotador del equipo, promediando 15,0 puntos por partido. Medada la temporada 1952-53 fichó por los Philadelphia Warriors, con los que actuó como titular en su primera temporada, promediando 11,9 puntos, 5,6 rebotes y 4,7 asistencias por partido, el segundo mejor anotador detrás de Neil Johnston.
Al año siguiente bajó en su faceta anotadora, sin embargo acabó entre los 10 mejores pasadores de la liga, promediando 3,9 pases de canasta por encuentro. Tras una temporada más en la NBA, acabó su carrera profesional de vuelta en la EBL.

## Estadísticas de su carrera en la NBA

### Temporada regular
| Temporada | Edad | Equipo                | Liga | Pos. | P   | TIT | MIN  | TC  | TCA  | %TC  | 3P | 3PA | %3P | TL  | TLA | %TL  | R.OF. | R.DEF. | REB | ASIS | ROB | TAP | PER | FP  | PTS  |
| 1952-53   | 24   | Philadelphia Warriors | NBA  | SG   | 31  |     | 1015 | 4.8 | 14.5 | .330 |    |     |     | 3.5 | 6.5 | .544 |       |        | 6.2 | 5.2  |     |     |     | 4.4 | 13.1 |
| 1953-54   | 25   | Philadelphia Warriors | NBA  | PG   | 68  |     | 1562 | 3.9 | 11.4 | .343 |    |     |     | 2.9 | 4.5 | .643 |       |        | 5.0 | 6.1  |     |     |     | 5.0 | 10.7 |
| 1954-55   | 26   | Philadelphia Warriors | NBA  | PG   | 43  |     | 820  | 3.4 | 11.6 | .291 |    |     |     | 2.3 | 3.8 | .616 |       |        | 6.9 | 6.8  |     |     |     | 5.0 | 9.1  |
| Total     |      |                       | NBA  |      | 142 |     | 3397 | 4.0 | 12.4 | .327 |    |     |     | 2.9 | 4.9 | .599 |       |        | 5.8 | 6.0  |     |     |     | 4.8 | 11.0 |